# 1552 Бесел
1552 Бесел (енгл. 1552 Bessel) је астероид главног астероидног појаса. Приближан пречник астероида је 18,56 ,
а средња удаљеност астероида од Сунца износи 3,009 астрономских јединица (АЈ).
Инклинација (нагиб) орбите у односу на раван еклиптике је 9,843 степени, а орбитални период износи 1907,358 дана (5,222 година). Ексцентрицитет орбите астероида износи 0,095.
Апсолутна магнитуда астероида износи 11,00 а геометријски албедо 0,204.
Астероид је откривен 24. фебруара 1938. године.